# Camillo Astalli (Velázquez)
Camillo Astalli o El cardenal Pamphili, óleo sobre lienzo (61 x 48 cm), Nueva York, The Hispanic Society of America. Pintado por Diego Velázquez durante su segundo viaje a Italia (1649-1651), el retratado, cardenal nepote del papa Inocencio X, fue creado cardenal en el consistorio secreto del 19 de septiembre de 1650, lo que permite fijar con precisión la fecha de ejecución de la pintura, en la que el retratado aparece vistiendo la púrpura cardenalicia, al final del periodo romano del pintor, en el que realizó otros notables retratos como el de su esclavo Juan de Pareja y el del propio papa Inocencio X.

## Historia del cuadro
Antonio Palomino menciona el retrato del Cardenal Panfilio junto con el perdido de donna Olimpia y el de «monseñor Camilo Máximo», entre los retratos pintados por Velázquez en su segundo viaje a Roma, donde, dice, «fue muy favorecido del Cardenal Patrón Astali Panfilio romano, sobrino del Papa Inocencio Décimo». Aparentemente el cardenal Camillo Astalli, adoptado como sobrino por Inocencio X —aunque no tardaría en caer en desgracia y perder el privilegio de utilizar el apellido Pamphili— donó su retrato a su padrastro, Urbano Mellini, de quien pasó a sus herederos, perdiéndose luego el rastro hasta su reaparición en un inventario de 1808, en el Palacio Real de Nápoles. En 1899 se encontraba en una colección particular romana de donde pasó a la Galerie Trotti de París; vendido en 1902 al pintor Francis Lathrop; en 1904 fue adquirido por Archer Milton Huntington que en 1908 lo cedió a la Hispanic Society of America.
Una copia en formato oval perteneció al marqués del Carpio, virrey de Nápoles, figurando en el inventario de sus bienes de 1682 como «un quadro che rappresenta un Ritratto del Cardenal Astalli, di mano di Diego Velasco, di forma ovata coi suoi regoletti», presumiblemente el adquirido en 1833 por el cónsul general de Rusia en Cádiz junto con otras pinturas españolas para el Museo del Ermitage (Krasnodar, Kovolenko Art Museum).

## Descripción
Velázquez retrató al joven cardenal Pamphili con pinceles de astas largas y cerdas gruesas, valiéndose, como en otros retratos de la época, de una reducida gama cromática y poca materia pictórica para sugerir una imagen atmosférica. Tras pintar el rostro con toques deshechos y vibrantes de luz, destacando sobre el fondo gris tostado, se sirvió de simples y precisos toques de pincel para describir el cuello blanco y sedoso, casi transparente sobre la muceta de color rojo igual que el birrete, en el que un pentimento indica que buscó la disposición más natural.
Camillo Astalli, nacido en 1616, sin parentesco con los Pamphili y sin experiencia previa en asuntos políticos, fue adoptado por Inocencio X en 1650 gracias a la protección del secretario de Estado Gian Giacomo Panciroli para sustituir como cardinal nepote a su verdadero sobrino, Camillo Pamphili, que había renunciado a la púrpura para contraer matrimonio. Amigo de España, como parece reflejar la mirada confiada con que lo retrató Velázquez, solo cuatro años después de su fulgurante ascenso perdió la confianza del papa y hubo de salir desterrado de Roma, aparentemente por haber servido de espía a favor de Felipe IV, que lo hizo obispo de Catania.